# Trois Sous de bonheur
Pour plus de détails, voir Fiche technique et Distribution.
Trois Sous de bonheur (Half a Sixpence) est un film musical britannique réalisé par George Sidney et sorti en 1967.

## Synopsis
Dans l'Angleterre victorienne, un jeune orphelin, Arthur Kipps, découvre une pièce de six pences alors qu’il marche le long d’un ruisseau avec sa jeune amie, Ann. Il coupe la pièce en deux et en donne une moitié à Ann en tant que symbole de leur amour. Kipps se rend ensuite dans une ville voisine pour travailler en tant qu'apprenti chez un drapier. Le temps passe et il devient un homme. Il se lie d'amitié avec Harry Chitterlow, acteur et dramaturge, qui découvre que Kipps est l'héritier d'une fortune qui lui a été laissée par son grand-père.

## Fiche technique
- Titre français : Trois Sous de bonheur[1]
- Titre original : Half a Sixpence
- Réalisation : George Sidney
- Scénario : Beverley Cross, Dorothy Kingsley d'après le roman Kipps: The Story of a Simple Soul  de H. G. Wells[2].
- Production :  Ameran Films
- Photographie : Geoffrey Unsworth
- Musique : David Heneker
- Costumes : Elizabeth Haffenden, Joan Bridge
- Montage : Bill Lewthwaite, Frank Santillo
- Durée : 143 minutes
- Dates de sortie: 
  - Royaume-Uni : 21 décembre 1967
  - France : 1968 (date incertaine[1])

## Distribution
- Tommy Steele : Arthur ("Artie") Kipps
- Julia Foster : Ann
- Cyril Ritchard : Harry Chitterlow
- Penelope Horner : Helen
- Elaine Taylor : Victoria
- Grover Dale as Pearce
- Hilton Edwards : Shalford
- Julia Sutton : Flo
- Leslie Meadows : Buggins
- Sheila Falconer : Kate
- Pamela Brown : Mrs Washington
- James Villiers : Hubert
- Christopher Sandford : Sid
- Jean Anderson : Lady Botting
- Allan Cuthbertson : Wilkins
- Bartlett Mullins : Carshott

## Distinctions
Le film a été nommé pour le British Academy Film Award des meilleurs costumes